# فهرست رئیس‌جمهورهای کره جنوبی
- بالا راست: ایسونگمن ری در سال ۱۹۴۸ نخستین رئیس جمهور کره جنوبی شد.
- بالا چپ: پارک چونگ هی طولانی ترین رئیس جمهور بود که در جریان کودتای ۱۶ مه, قدرت را به دست گرفت، که گاهی در دهه ۱۹۷۰ به عنوان جمهوری چهارم کره شناخته می شود.
- پایین راست: کیم دای جونگ که در انتخابات انتخابات سال ۱۹۹۷پیروز شد، این اولین انتقال مسالمت آمیز قدرت در تاریخ کره جنوبی بود.
- پایین چپ: پارک گون-هه, نخستین رئیس جمهور زن در کره جنوبی ۲۰۱۷–۲۰۱۳

جمهوری کره که به نام کره جنوبی نیز شناخته می‌شود از زمان استقرارش در سال ۱۹۴۸ تا به امروز ۱۳ رئیس جمهور داشته است. طبق قانون اساسی کره جنوبی رئیس جمهور هم رئیس دولت است و هم رئیس حکومت.

## فهرست روسای جمهور کره جنوبی
| ردیف | تصویر | عنوان(تاریخ تولد) | پذیرش پست      | ترک پست        | توضیحات |
| ---- | ----- | ----------------- | -------------- | -------------- | --- |
| ۱    |       | ایسونگمن ری       | ۲۴ ژوئیه ۱۹۴۸  | ۲۷ آوریل ۱۹۶۰  | رئیس جمهور کره جنوبی از زمان استقرار این کشور در ۱۹۴۸ تا سال ۱۹۶۰؛ جنگ کره در زمان او اتفاق افتاد. به اتهام تقلب در انتخابات مجبور به استعفا شد.                                                                                     |
| ۲    |       | یون بوسان         | ۱۲ اوت ۱۹۶۰    | ۲۴ مارس ۱۹۶۲   | در ۱۹۶۲ علیه او کودتا شد و بعد از دادگاه نظامی به زندان افتاد. |
| -    |       | پارک چونگ هی      | ۲۴ مارس ۱۹۶۲   | ۱۷ دسامبر ۱۹۶۳ | در جریان کودتای سال ۱۹۶۲ به قدرت رسید و تا سال ۱۹۷۹ رئیس جمهور کره جنوبی بود. به همراه زنش توسط سازمان اطلاعات کره جنوبی ترور شد. |
| ۳    |       | پارک چونگ هی      | ۲۴ مارس ۱۹۶۲   | ۲۶ اکتبر ۱۹۷۹  | در جریان کودتای سال ۱۹۶۲ به قدرت رسید و تا سال ۱۹۷۹ رئیس جمهور کره جنوبی بود. به همراه زنش توسط سازمان اطلاعات کره جنوبی ترور شد. |
| ۴    |       | چوی کیو-ها        | ۶ دسامبر ۱۹۷۹  | ۱۶ اوت ۱۹۸۰    | بعد از هشت ماه بخاطر کشتار گوانگ‌ژو مجبور به استعفا شد. |
| ۵    |       | چون دو هوان       | ۱ سپتامبر ۱۹۸۰ | ۲۴ فوریه ۱۹۸۸  | به خاطر نقشش در کشتار گوانگ ژو به اعدام محکوم شد که بعداً به حبس تقلیل یافت. |
| ۶    |       | روه تای-وو        | ۲۵ فوریه ۱۹۸۸  | ۲۴ فوریه ۱۹۹۳  | برگزارکننده بازی‌های المپیک تابستانی ۱۹۸۸. انتخابات آزاد در کره جنوبی را تضمین کرد. |
| ۷    |       | کیم یونگ-سام      | ۲۵ فوریه ۱۹۹۳  | ۲۴ فوریه ۱۹۹۸  | برای اصلاحات اقتصادی تلاش کرد. به خاطر دریافت رشوه و فرار از پرداخت مالیات دستگیر شد. |
| ۸    |       | کیم دای جونگ      | ۲۵ فوریه ۱۹۹۸  | ۲۴ فوریه ۲۰۰۳  | دریافت‌کننده جایزه صلح نوبل در سال ۲۰۰۰ برای اقدام برای صلح با کره شمالی و برگزارکننده جام جهانی ۲۰۰۲ به همراه ژاپن. به نلسون ماندلای آسیا معروف است.                                                                                 |
| ۹    |       | رو مو هیون        | ۲۵ فوریه ۲۰۰۳  | ۲۴ فوریه ۲۰۰۸  | به خاطر دریافت رشوه تحت بازجویی بود که در سانحه مشکوک کوهنوردی درگذشت. |
| ۱۰   |       | لی میونگ باک      | ۲۵ فوریه ۲۰۰۸  | ۲۴ فوریه ۲۰۱۳  | برادر و زنش به اتهام دریافت رشوه و خودش به اتهام شکستن قوانین «معاملات املاک» دستگیر شدند. |
| ۱۱   |       | پارک گون-هه       | ۲۵ فوریه ۲۰۱۳  | ۱۰ مارس ۲۰۱۷   | دختر رئیس جمهور سابق پارک چونگ هی و نخستین رئیس جمهور زن کره جنوبی. به اتهام فساد مالی استیضاح شد. |
| -    |       | هوآنگ کیو آن      | ۹ دسامبر ۲۰۱۶  | ۹ می ۲۰۱۷      | رئیس جمهور موقتی که به مدت ۱۵۲ روز خدمت کرد. |
| ۱۲   |       | مون جه این        | ۱۰ می ۲۰۱۷     | ۹ می ۲۰۲۲      | متولد سال ۱۹۵۳ میلادی ، عضو حزب دموکرات در ۹ مه ۲۰۱۷ برابر با ۱۹ اردیبهشت ۱۳۹۶ بعد از برکناری پارک گون-هه در انتخابات پیروز شد. |
| ۱۳   |       | یون سوک یول       | ۱۰ می ۲۰۲۲     | ۴ آوریل ۲۰۲۵   | یون سوک یول زادهٔ ۱۸ دسامبر ۱۹۶۰ ؛ سیاستمدار، دادستان عمومی سابق و وکیل اهل کره جنوبی است که از سال ۲۰۲۲ تا ۲۰۲۵ به عنوان سیزدهمین رئیس‌جمهور کره جنوبی خدمت می‌کرد. او از سال ۲۰۱۹ تا ۲۰۲۱ به عنوان دادستان کل کره جنوبی خدمت کرده‌است. |